# Râul Schindufu
Râul Schindufu este curs de apă, afluent al râului Porcu. 

## Hărți
- Harta Siriu - Trasee Montane
- Harta Munții Buzăului [nefuncțională – arhivă]